# Bulletin officiel du Gouvernement général de l'Algérie
 (juillet 2016).
Si vous disposez d'ouvrages ou d'articles de référence ou si vous connaissez des sites web de qualité traitant du thème abordé ici, merci de compléter l'article en donnant les références utiles à sa vérifiabilité et en les liant à la section « Notes et références ».
Le Bulletin officiel du Gouvernement général de l'Algérie apparaît après le rétablissement du poste de Gouverneur général de l'Algérie en 1861. Il succède au Bulletin officiel de l'Algérie et des Colonies publié dès 1858, ainsi que du Moniteur algérien, publié dès le 27 janvier 1832. Tous les textes sont publiés conjointement dans Le Mobacher. 
Il paraît du 1er janvier 1861 au 31 décembre 1926.